# Tiara
Tiara ali trojna krona je nekdanje slovesno pokrivalo papežev v obliki treh kron, s simbolom zemeljske krogle in križem na vrhu, ki so jo nosili ob slovesnejših priložnostih. Predstavljala je simbolično trojnost papeške oblasti: papeža kot vladarja države (Vatikana), kot poglavarja rimokatoliške cerkve ter kot Kristusovega namestnik na zemlji. Zadnji papež, ki je bil okronan s tiaro, je bil papež Pavel VI. leta 1963. Njegov naslednik Janez Pavel I. je to tradicijo ukinil. 